# Myotis hajastanicus
Myotis hajastanicus е вид бозайник от семейство Гладконоси прилепи (Vespertilionidae). Видът е критично застрашен от изчезване.

## Разпространение
Разпространен е в Армения.